# شركة سابك للمغذيات الزراعية
شركة الأسمدة العربية السعودية "سافكو" هي شركة مساهمة سعودية، تأسست بتاريخ الحادي عشر من جمادى الأولى عام 1385 هـ الموافق عام 1965، برأس مال قدره 100 مليون ريال سعودي، مقسم بين الدولة والقطاع الخاص حيث تمتلك الدولة 51 % من رأس المال و49 % للقطاع الخاص.
ثم تتابع التطور في نهج الشركة إلى أن تمت مضاعفة رأس المال عدة مرات، وأصبح مليارين وخمسئة مليون ريال مقسمة إلى 250 مليون سهم تمتلك الشـركة السـعودية للصناعات الأسـاسية سابك 42.99% و57.01% للقطاع الخاص.

## نشاط الشركة
- بدأ العمل في مصنع الأمونيا-يوريا بالدمام في شهر سبتمبر عام 1966، في حين بدأ الإنتاج التجاري في شهر مارس عام 1970 بطاقة إنتاجية قدرها 202000 طــن متري نت الأمونيا و330000 طن متري من اليوريا سنويا.
- في عام 1979 قامت الشركة بإنشاء مصنع لإنتاج مادة حمض الكبريتيك بطـاقـة 100000 طن متري في السنة.
- في عام 1983 قامت الشركة بتشييد مصنع لإنتاج مادة الميلامين بطاقة إنتاجيه قدرها 20000 طن متري سنويا.
- أنشأت الشركة ما بين عام 1993 إلى عام 2006 سبعة مصانع في مدينة الجبيل الصناعية بطاقة إنتاجية تبلغ 2.3 مليون طن متري من اليوريا و2.1 مليون طن متري الأمونيا سنويا.